# ابلتون تورن (تشيشير)
ابلتون تورن (بالإنجليزية: Appleton Thorn)‏ هي قرية تقع في المملكة المتحدة في إنجلترا. يقدر عدد سكانها بـ 10,477 نسمة .